# Moreland (Idaho)
Moreland – jednostka osadnicza w Stanach Zjednoczonych, w stanie Idaho, w hrabstwie Bingham.